# 表面电子结构
一般來說，電子的波函數、電子態的能量分布、以及電子能量與波矢的關係稱做電子結構。而表面電子結構則是研究固體表面對電子結構的影響。
這是表面物理學的一個很重要的部份，像是固體的電子發射、吸附和催化等都與表面電子結構有著密切的關連。